# Municipio de Bath (Indiana)
El municipio de Bath (en inglés: Bath Township) es un municipio ubicado en el condado de Franklin en el estado estadounidense de Indiana. En el año 2010 tenía una población de 369 habitantes y una densidad poblacional de 7,71 personas por km².

## Geografía
El municipio de Bath se encuentra ubicado en las coordenadas 39°30′7″N 84°52′39″O / 39.50194, -84.87750. Según la Oficina del Censo de los Estados Unidos, el municipio tiene una superficie total de 47.89 km², de la cual 47,81 km² corresponden a tierra firme y (0,15 %) 0,07 km² es agua.

## Demografía
Según el censo de 2010, había 369 personas residiendo en el municipio de Bath. La densidad de población era de 7,71 hab./km². De los 369 habitantes, el municipio de Bath estaba compuesto por el 99,19 % blancos, el 0,27 % eran asiáticos y el 0,54 % eran de una mezcla de razas. Del total de la población el 0 % eran hispanos o latinos de cualquier raza.